# Vòng chung kết Davis Cup 2019
Vòng chung kết, tiền thân được gọi là nhóm thế giới, là cấp độ cao nhất của Davis Cup năm 2019. Giải sẽ được tổ chức sân cứng trong nhà tại Caja Mágica ở Madrid, Tây Ban Nha từ 18 đến 24 tháng 11 năm 2019. Thể thức thi đấu là thắng 2 trên 3 và thi đấu trong một ngày.
Croatia là đương kim vô địch, nhưng bị loại ở vòng bảng.

## Các đội tham gia
18 quốc gia sẽ tham gia Chung kết.
The qualification was as follows:
- 4 đội vào bán kết năm 2018
- 2 đội đặc cách, được lựa chọn bởi Ban tổ chức khi không tham gia Vòng loại
- 12 đội thắng vòng loại, vào tháng 2 năm 2019

| Các đội tham gia | Các đội tham gia | Các đội tham gia | Các đội tham gia | Các đội tham gia  | Các đội tham gia |
| · Argentina (WC) | · Úc             | · Bỉ             | · Canada         | · Chile           | · Colombia       |
| · Croatia (TH)   | · Pháp           | · Đức            | · Anh Quốc (WC)  | · Ý               | · Nhật Bản       |
| · Kazakhstan     | · Hà Lan         | · Nga            | · Serbia         | · Tây Ban Nha (H) | · Hoa Kỳ         |
| ---------------- | ---------------- | ---------------- | ---------------- | ----------------- | ---------------- |

### Hạt giống
The seedings are based on the Davis Cup Ranking of 4 February. The top six nations are seeded and will be drawn into position 1 across groups A-F, the nations ranked from 7 to 12 will be drawn randomly into position 2, the remaining nations will be drawn randomly into position 3.
1. Pháp (Round robin)
2. Croatia (Round robin)
3. Argentina(Quarterfinals)
4. Bỉ (Round robin)
5. Anh Quốc
6. Hoa Kỳ (Round robin)
7. Tây Ban Nha
8. Serbia (Quarterfinals)
9. Úc (Quarterfinals)
10. Ý (Round robin)
11. Đức (Quarterfinals)
12. Kazakhstan (Round robin)
13. Canada
14. Nhật Bản (Round robin)
15. Colombia (Round robin)
16. Hà Lan (Round robin)
17. Nga
18. Chile (Round robin)

## Team nominations
Each nation had to submit a team of up to five players at least 20 days before the Monday of the week of the event. If a player became injured or ill severely enough to prevent his participation in the tournament before his team's first match, he would be replaced by another player.

## Thể thức
The 18 teams are divided in six round-robin groups of three teams each. The six group winners plus the two second-placed teams with the best records based on percentage of matches won (followed by percentage of sets won and then percentage of games won), will qualify for the quarterfinals.
| Day                              | Round         | Number of teams                                       |
| -------------------------------- | ------------- | ----------------------------------------------------- |
| 18–21 November (Monday–Thursday) | Round Robin   | 18 (6 groups of 3 teams)                              |
| 21–22 November (Thursday–Friday) | Quarterfinals | 8 (6 group winners + 2 best second place)             |
| 23 November (Saturday)           | Semifinals    | 4 (automatically qualified for 2020 Davis Cup Finals) |
| 24 November (Sunday)             | Final         | 2                                                     |

## Vòng bảng
|  | Vào đến vòng đấu loại trực tiếp |
|  | Bị loại                         |

### Overview
T = Ties, M = Số trận, S = Sets
| Bảng | Nhất        | Nhất | Nhất | Nhất | Nhì        | Nhì | Nhì | Nhì | Ba       | Ba  | Ba  | Ba   |
| Bảng | Quốc gia    | T    | M    | S    | Quốc gia   | T   | M   | S   | Quốc gia | T   | M   | S    |
| ---- | ----------- | ---- | ---- | ---- | ---------- | --- | --- | --- | -------- | --- | --- | ---- |
| A    | Serbia      | 2–0  | 5–1  | 10–2 | Pháp       | 1–1 | 3–3 | 6–7 | Nhật Bản | 0–2 | 1–5 | 3–10 |
| B    | Tây Ban Nha | 2–0  | 5–1  | 11–2 | Nga        | 1–1 | 4–2 | 8–6 | Croatia  | 0–2 | 0–6 | 1–12 |
| C    | Đức         | 2–0  | 5–1  | 11–4 | Argentina  | 1–1 | 3–3 | 8–6 | Chile    | 0–2 | 1–5 | 2–11 |
| D    | Úc          | 2–0  | 5–1  | 10–3 | Bỉ         | 1–1 | 3–3 | 7–7 | Colombia | 0–2 | 1–5 | 4–11 |
| E    | Anh Quốc    | 2–0  | 4–2  | 10–5 | Kazakhstan | 1–1 | 3–3 | 7–7 | Hà Lan   | 0–2 | 2–4 | 5–10 |
| F    | Canada      | 2–0  | 4–2  | 9–5  | Hoa Kỳ     | 1–1 | 3–3 | 7–8 | Ý        | 0–2 | 2–4 | 7–10 |

### Bảng A
| Pos. | Quốc gia | Ties | Matches | Sets | Sets % | Games | Games % |
| ---- | -------- | ---- | ------- | ---- | ------ | ----- | ------- |
| 1    | Serbia   | 2–0  | 5–1     | 10–2 | 83%    | 72–50 | 59%     |
| 2    | Pháp     | 1–1  | 3–3     | 6–7  | 46%    | 67–66 | 50%     |
| 3    | Nhật Bản | 0–2  | 1–5     | 3–10 | 23%    | 53–76 | 41%     |

#### Pháp vs. Nhật Bản
| · Pháp · 2 | Estadio Arantxa Sánchez Vicario 19 tháng 11 năm 2019 | Estadio Arantxa Sánchez Vicario 19 tháng 11 năm 2019                    | · Nhật Bản · 1 |     |     |  |
| \| \| \| \| 1 \| 2 \| 3 \| \| \| - \| \| ----------------------------------------------------------------------- \| ---- \| --- \| --- \| \| \| 1 \| \| Jo-Wilfried Tsonga Yasutaka Uchiyama \| 6 2 \| 6 1 \| \| \| \| 2 \| \| Gaël Monfils Yoshihito Nishioka \| 5 7 \| 2 6 \| \| \| \| 3 \| \| Pierre-Hugues Herbert / Nicolas Mahut Ben McLachlan / Yasutaka Uchiyama \| 64 7 \| 6 4 \| 7 5 \| \| |                                                      |                                                                         |                |     |     |  |
| |                                                      |                                                                         | 1              | 2   | 3   |  |
| 1 | Pháp · Nhật Bản                                      | Jo-Wilfried Tsonga Yasutaka Uchiyama                                    | 6 2            | 6 1 |     |  |
| 2 | Pháp · Nhật Bản                                      | Gaël Monfils Yoshihito Nishioka                                         | 5 7            | 2 6 |     |  |
| 3 | Pháp · Nhật Bản                                      | Pierre-Hugues Herbert / Nicolas Mahut Ben McLachlan / Yasutaka Uchiyama | 64 7           | 6 4 | 7 5 |  |

#### Serbia vs. Nhật Bản
| · Serbia · 3 | Estadio Manolo Santana ngày 20 tháng 11 năm 2019 | Estadio Manolo Santana ngày 20 tháng 11 năm 2019                    | · Nhật Bản · 0 |      |   |  |
| \| \| \| \| 1 \| 2 \| 3 \| \| \| - \| \| ------------------------------------------------------------------- \| ---- \| ---- \| - \| \| \| 1 \| \| Filip Krajinović Yūichi Sugita \| 6 2 \| 6 4 \| \| \| \| 2 \| \| Novak Djokovic Yoshihito Nishioka \| 6 1 \| 6 2 \| \| \| \| 3 \| \| Janko Tipsarević / Viktor Troicki Ben McLachlan / Yasutaka Uchiyama \| 7 65 \| 7 64 \| \| \| |                                                  |                                                                     |                |      |   |  |
| |                                                  |                                                                     | 1              | 2    | 3 |  |
| 1 | Serbia · Nhật Bản                                | Filip Krajinović Yūichi Sugita                                      | 6 2            | 6 4  |   |  |
| 2 | Serbia · Nhật Bản                                | Novak Djokovic Yoshihito Nishioka                                   | 6 1            | 6 2  |   |  |
| 3 | Serbia · Nhật Bản                                | Janko Tipsarević / Viktor Troicki Ben McLachlan / Yasutaka Uchiyama | 7 65           | 7 64 |   |  |

#### France vs. Serbia
| · Pháp · 1 | Estadio Manolo Santana ngày 21 tháng 11 năm 2019 | Estadio Manolo Santana ngày 21 tháng 11 năm 2019                        | · Serbia · 2 |      |   |  |
| \| \| \| \| 1 \| 2 \| 3 \| \| \| - \| \| ----------------------------------------------------------------------- \| --- \| ---- \| - \| \| \| 1 \| \| Jo-Wilfried Tsonga Filip Krajinović \| 5 7 \| 65 7 \| \| \| \| 2 \| \| Benoît Paire Novak Djokovic \| 3 6 \| 3 6 \| \| \| \| 3 \| \| Pierre-Hugues Herbert / Nicolas Mahut Janko Tipsarević / Viktor Troicki \| 6 4 \| 6 4 \| \| \| |                                                  |                                                                         |              |      |   |  |
| |                                                  |                                                                         | 1            | 2    | 3 |  |
| 1 | Pháp · Serbia                                    | Jo-Wilfried Tsonga Filip Krajinović                                     | 5 7          | 65 7 |   |  |
| 2 | Pháp · Serbia                                    | Benoît Paire Novak Djokovic                                             | 3 6          | 3 6  |   |  |
| 3 | Pháp · Serbia                                    | Pierre-Hugues Herbert / Nicolas Mahut Janko Tipsarević / Viktor Troicki | 6 4          | 6 4  |   |  |

### Bảng B
| Pos. | Quốc gia    | Ties | Matches | Sets | Sets % | Games | Games % |
| ---- | ----------- | ---- | ------- | ---- | ------ | ----- | ------- |
| 1    | Tây Ban Nha | 2–0  | 5–1     | 11–2 | 85%    | 77–53 | 59%     |
| 2    | Nga         | 1–1  | 4–2     | 8–6  | 57%    | 78–72 | 52%     |
| 3    | Croatia     | 0–2  | 0–6     | 1–12 | 8%     | 49–79 | 38%     |

#### Croatia vs. Nga
| · Croatia · 0 | Estadio Manolo Santana 18 tháng 11 năm 2019 | Estadio Manolo Santana 18 tháng 11 năm 2019                | · Nga · 3 |     |     |  |
| \| \| \| \| 1 \| 2 \| 3 \| \| \| - \| \| ---------------------------------------------------------- \| ---- \| --- \| --- \| \| \| 1 \| \| Borna Gojo Andrey Rublev \| 3 6 \| 3 6 \| \| \| \| 2 \| \| Borna Ćorić Karen Khachanov \| 7 64 \| 4 6 \| 4 6 \| \| \| 3 \| \| Ivan Dodig / Nikola Mektić Karen Khachanov / Andrey Rublev \| 63 7 \| 4 6 \| \| \| |                                             |                                                            |           |     |     |  |
| |                                             |                                                            | 1         | 2   | 3   |  |
| 1 | Croatia · Nga                               | Borna Gojo Andrey Rublev                                   | 3 6       | 3 6 |     |  |
| 2 | Croatia · Nga                               | Borna Ćorić Karen Khachanov                                | 7 64      | 4 6 | 4 6 |  |
| 3 | Croatia · Nga                               | Ivan Dodig / Nikola Mektić Karen Khachanov / Andrey Rublev | 63 7      | 4 6 |     |  |

#### Tây Ban Nha vs. Nga
| · Tây Ban Nha · 2 | Estadio Manolo Santana 19 tháng 11 năm 2019 | Estadio Manolo Santana 19 tháng 11 năm 2019                         | · Nga · 1 |       |      |  |
| \| \| \| \| 1 \| 2 \| 3 \| \| \| - \| \| ------------------------------------------------------------------- \| --- \| ----- \| ---- \| \| \| 1 \| \| Roberto Bautista Agut Andrey Rublev \| 6 3 \| 3 6 \| 60 7 \| \| \| 2 \| \| Rafael Nadal Karen Khachanov \| 6 3 \| 79 67 \| \| \| \| 3 \| \| Marcel Granollers / Feliciano López Karen Khachanov / Andrey Rublev \| 6 4 \| 7 65 \| \| \| |                                             |                                                                     |           |       |      |  |
| |                                             |                                                                     | 1         | 2     | 3    |  |
| 1 | Tây Ban Nha · Nga                           | Roberto Bautista Agut Andrey Rublev                                 | 6 3       | 3 6   | 60 7 |  |
| 2 | Tây Ban Nha · Nga                           | Rafael Nadal Karen Khachanov                                        | 6 3       | 79 67 |      |  |
| 3 | Tây Ban Nha · Nga                           | Marcel Granollers / Feliciano López Karen Khachanov / Andrey Rublev | 6 4       | 7 65  |      |  |

#### Croatia vs. Tây Ban Nha
| · Croatia · 0 | Estadio Manolo Santana 20 tháng 11 năm 2019 | Estadio Manolo Santana 20 tháng 11 năm 2019              | · Tây Ban Nha · 3 |     |   |  |
| \| \| \| \| 1 \| 2 \| 3 \| \| \| - \| \| -------------------------------------------------------- \| --- \| --- \| - \| \| \| 1 \| \| Nikola Mektić Roberto Bautista Agut \| 1 6 \| 3 6 \| \| \| \| 2 \| \| Borna Gojo Rafael Nadal \| 4 6 \| 3 6 \| \| \| \| 3 \| \| Ivan Dodig / Mate Pavić Marcel Granollers / Rafael Nadal \| 3 6 \| 4 6 \| \| \| |                                             |                                                          |                   |     |   |  |
| |                                             |                                                          | 1                 | 2   | 3 |  |
| 1 | Croatia · Tây Ban Nha                       | Nikola Mektić Roberto Bautista Agut                      | 1 6               | 3 6 |   |  |
| 2 | Croatia · Tây Ban Nha                       | Borna Gojo Rafael Nadal                                  | 4 6               | 3 6 |   |  |
| 3 | Croatia · Tây Ban Nha                       | Ivan Dodig / Mate Pavić Marcel Granollers / Rafael Nadal | 3 6               | 4 6 |   |  |

### Group C
| Pos. | Country   | Ties | Matches | Sets | Sets % | Games | Games % |
| ---- | --------- | ---- | ------- | ---- | ------ | ----- | ------- |
| 1    | Đức       | 2–0  | 5–1     | 11–4 | 73%    | 90–77 | 54%     |
| 2    | Argentina | 1–1  | 3–3     | 8–6  | 57%    | 78–65 | 55%     |
| 3    | Chile     | 0–2  | 1–5     | 2–11 | 15%    | 55–81 | 40%     |

#### Argentina vs. Chile
| · Argentina · 3 | Estadio Manolo Santana ngày 19 tháng 11 năm 2019 | Estadio Manolo Santana ngày 19 tháng 11 năm 2019                         | · Chile · 0 |     |   |  |
| \| \| \| \| 1 \| 2 \| 3 \| \| \| - \| \| ------------------------------------------------------------------------ \| --- \| --- \| - \| \| \| 1 \| \| Guido Pella Nicolás Jarry \| 6 4 \| 6 3 \| \| \| \| 2 \| \| Diego Schwartzman Cristian Garín \| 6 2 \| 6 2 \| \| \| \| 3 \| \| Máximo González / Leonardo Mayer Nicolás Jarry / Hans Podlipnik Castillo \| 6 3 \| 7 5 \| \| \| |                                                  |                                                                          |             |     |   |  |
| |                                                  |                                                                          | 1           | 2   | 3 |  |
| 1 | Argentina · Chile                                | Guido Pella Nicolás Jarry                                                | 6 4         | 6 3 |   |  |
| 2 | Argentina · Chile                                | Diego Schwartzman Cristian Garín                                         | 6 2         | 6 2 |   |  |
| 3 | Argentina · Chile                                | Máximo González / Leonardo Mayer Nicolás Jarry / Hans Podlipnik Castillo | 6 3         | 7 5 |   |  |

#### Argentina vs. Germany
| · Argentina · 0 | Estadio Arantxa Sánchez Vicario ngày 20 tháng 11 năm 2019 | Estadio Arantxa Sánchez Vicario ngày 20 tháng 11 năm 2019      | · Đức · 3 |        |         |  |
| \| \| \| \| 1 \| 2 \| 3 \| \| \| - \| \| -------------------------------------------------------------- \| ---- \| ------ \| ------- \| \| \| 1 \| \| Guido Pella Philipp Kohlschreiber \| 6 1 \| 3 6 \| 4 6 \| \| \| 2 \| \| Diego Schwartzman Jan-Lennard Struff \| 3 6 \| 68 710 \| \| \| \| 3 \| \| Máximo González / Leonardo Mayer Kevin Krawietz / Andreas Mies \| 7 64 \| 62 7 \| 618 720 \| \| |                                                           |                                                                |           |        |         |  |
| |                                                           |                                                                | 1         | 2      | 3       |  |
| 1 | Argentina · Đức                                           | Guido Pella Philipp Kohlschreiber                              | 6 1       | 3 6    | 4 6     |  |
| 2 | Argentina · Đức                                           | Diego Schwartzman Jan-Lennard Struff                           | 3 6       | 68 710 |         |  |
| 3 | Argentina · Đức                                           | Máximo González / Leonardo Mayer Kevin Krawietz / Andreas Mies | 7 64      | 62 7   | 618 720 |  |

#### Germany vs. Chile
| · Đức · 2 | Estadio Arantxa Sánchez Vicario ngày 21 tháng 11 năm 2019 | Estadio Arantxa Sánchez Vicario ngày 21 tháng 11 năm 2019                   | · Chile · 1 |      |        |  |
| \| \| \| \| 1 \| 2 \| 3 \| \| \| - \| \| --------------------------------------------------------------------------- \| ---- \| ---- \| ------ \| \| \| 1 \| \| Philipp Kohlschreiber Nicolás Jarry \| 6 4 \| 6 3 \| \| \| \| 2 \| \| Jan-Lennard Struff Cristian Garín \| 7 63 \| 67 9 \| 68 710 \| \| \| 3 \| \| Kevin Krawietz / Andreas Mies Marcelo Tomás Barrios Vera / Alejandro Tabilo \| 7 63 \| 6 3 \| \| \| |                                                           |                                                                             |             |      |        |  |
| |                                                           |                                                                             | 1           | 2    | 3      |  |
| 1 | Đức · Chile                                               | Philipp Kohlschreiber Nicolás Jarry                                         | 6 4         | 6 3  |        |  |
| 2 | Đức · Chile                                               | Jan-Lennard Struff Cristian Garín                                           | 7 63        | 67 9 | 68 710 |  |
| 3 | Đức · Chile                                               | Kevin Krawietz / Andreas Mies Marcelo Tomás Barrios Vera / Alejandro Tabilo | 7 63        | 6 3  |        |  |

### Group D
| Pos. | Country  | Ties | Matches | Sets | Sets % | Games | Games % |
| ---- | -------- | ---- | ------- | ---- | ------ | ----- | ------- |
| 1    | Úc       | 2–0  | 5–1     | 10–3 | 77%    | 67–56 | 54%     |
| 2    | Bỉ       | 1–1  | 3–3     | 7–7  | 50%    | 70–63 | 53%     |
| 3    | Colombia | 0–2  | 1–5     | 4–11 | 27%    | 66–84 | 44%     |

#### Belgium vs. Colombia
| · Bỉ · 2 | Estadio 3 ngày 18 tháng 11 năm 2019 | Estadio 3 ngày 18 tháng 11 năm 2019                              | · Colombia · 1 |     |      |  |
| \| \| \| \| 1 \| 2 \| 3 \| \| \| - \| \| ---------------------------------------------------------------- \| ---- \| --- \| ---- \| \| \| 1 \| \| Steve Darcis Santiago Giraldo \| 6 3 \| 6 2 \| \| \| \| 2 \| \| David Goffin Daniel Elahi Galán \| 3 6 \| 6 3 \| 6 3 \| \| \| 3 \| \| Sander Gillé / Joran Vliegen Juan Sebastián Cabal / Robert Farah \| 7 65 \| 4 6 \| 63 7 \| \| |                                     |                                                                  |                |     |      |  |
| |                                     |                                                                  | 1              | 2   | 3    |  |
| 1 | Bỉ · Colombia                       | Steve Darcis Santiago Giraldo                                    | 6 3            | 6 2 |      |  |
| 2 | Bỉ · Colombia                       | David Goffin Daniel Elahi Galán                                  | 3 6            | 6 3 | 6 3  |  |
| 3 | Bỉ · Colombia                       | Sander Gillé / Joran Vliegen Juan Sebastián Cabal / Robert Farah | 7 65           | 4 6 | 63 7 |  |

#### Australia vs. Colombia
| · Úc · 3 | Estadio 3 ngày 19 tháng 11 năm 2019 | Estadio 3 ngày 19 tháng 11 năm 2019                              | · Colombia · 0 |     |       |  |
| \| \| \| \| 1 \| 2 \| 3 \| \| \| - \| \| ---------------------------------------------------------------- \| --- \| --- \| ----- \| \| \| 1 \| \| Nick Kyrgios Alejandro González \| 6 4 \| 6 4 \| \| \| \| 2 \| \| Alex de Minaur Daniel Elahi Galán \| 6 4 \| 6 3 \| \| \| \| 3 \| \| John Peers / Jordan Thompson Juan Sebastián Cabal / Robert Farah \| 6 3 \| 3 6 \| 78 66 \| \| |                                     |                                                                  |                |     |       |  |
| |                                     |                                                                  | 1              | 2   | 3     |  |
| 1 | Úc · Colombia                       | Nick Kyrgios Alejandro González                                  | 6 4            | 6 4 |       |  |
| 2 | Úc · Colombia                       | Alex de Minaur Daniel Elahi Galán                                | 6 4            | 6 3 |       |  |
| 3 | Úc · Colombia                       | John Peers / Jordan Thompson Juan Sebastián Cabal / Robert Farah | 6 3            | 3 6 | 78 66 |  |

#### Belgium vs. Australia
| · Bỉ · 1 | Estadio 3 ngày 20 tháng 11 năm 2019 | Estadio 3 ngày 20 tháng 11 năm 2019                       | · Úc · 2 |        |   |         |
| \| \| \| \| 1 \| 2 \| 3 \| \| \| - \| \| --------------------------------------------------------- \| --- \| ------ \| - \| ------- \| \| 1 \| \| Steve Darcis Nick Kyrgios \| 2 6 \| 69 711 \| \| \| \| 2 \| \| David Goffin Alex de Minaur \| 0 6 \| 64 7 \| \| \| \| 3 \| \| Sander Gillé / Joran Vliegen John Peers / Jordan Thompson \| 0 1 \| \| \| bỏ cuộc \| |                                     |                                                           |          |        |   |         |
| |                                     |                                                           | 1        | 2      | 3 |         |
| 1 | Bỉ · Úc                             | Steve Darcis Nick Kyrgios                                 | 2 6      | 69 711 |   |         |
| 2 | Bỉ · Úc                             | David Goffin Alex de Minaur                               | 0 6      | 64 7   |   |         |
| 3 | Bỉ · Úc                             | Sander Gillé / Joran Vliegen John Peers / Jordan Thompson | 0 1      |        |   | bỏ cuộc |

Note: Gillé/Vliegen's victory over Peers/Thompson through retirement of the latter counted as a 6–1, 6–0 win.

### Bảng E
| Pos. | Quốc gia   | Ties | Số trận | Sets | Sets % | Games | Games % |
| ---- | ---------- | ---- | ------- | ---- | ------ | ----- | ------- |
| 1    | Anh Quốc   | 2–0  | 4–2     | 10–5 | 67%    | 84–71 | 54%     |
| 2    | Kazakhstan | 1–1  | 3–3     | 7–7  | 50%    | 70–67 | 51%     |
| 3    | Hà Lan     | 0–2  | 2–4     | 5–10 | 33%    | 74–90 | 45%     |

#### Kazakhstan vs. Netherlands
| · Kazakhstan · 2 | Estadio 3 ngày 19 tháng 11 năm 2019 | Estadio 3 ngày 19 tháng 11 năm 2019                                  | · Hà Lan · 1 |      |      |  |
| \| \| \| \| 1 \| 2 \| 3 \| \| \| - \| \| -------------------------------------------------------------------- \| --- \| ---- \| ---- \| \| \| 1 \| \| Mikhail Kukushkin Botic van de Zandschulp \| 6 2 \| 6 2 \| \| \| \| 2 \| \| Alexander Bublik Robin Haase \| 5 7 \| 6 3 \| 65 7 \| \| \| 3 \| \| Mikhail Kukushkin / Alexander Bublik Robin Haase / Jean-Julien Rojer \| 6 4 \| 7 62 \| \| \| |                                     |                                                                      |              |      |      |  |
| |                                     |                                                                      | 1            | 2    | 3    |  |
| 1 | Kazakhstan · Hà Lan                 | Mikhail Kukushkin Botic van de Zandschulp                            | 6 2          | 6 2  |      |  |
| 2 | Kazakhstan · Hà Lan                 | Alexander Bublik Robin Haase                                         | 5 7          | 6 3  | 65 7 |  |
| 3 | Kazakhstan · Hà Lan                 | Mikhail Kukushkin / Alexander Bublik Robin Haase / Jean-Julien Rojer | 6 4          | 7 62 |      |  |

#### Great Britain vs. Netherlands
| · Anh Quốc · 2 | Estadio 3 ngày 20 tháng 11 năm 2019              | Estadio 3 ngày 20 tháng 11 năm 2019                            | · Hà Lan · 1 |       |      |  |
| \| \| \| \| 1 \| 2 \| 3 \| \| \| - \| \| -------------------------------------------------------------- \| ---- \| ----- \| ---- \| \| \| 1 \| \| Andy Murray Tallon Griekspoor \| 67 9 \| 6 4 \| 7 65 \| \| \| 2 \| \| Dan Evans Robin Haase \| 6 3 \| 65 7 \| 4 6 \| \| \| 3 \| \| Jamie Murray / Neal Skupski Wesley Koolhof / Jean-Julien Rojer \| 6 4 \| 78 66 \| \| \| |                                                  |                                                                |              |       |      |  |
| |                                                  |                                                                | 1            | 2     | 3    |  |
| 1 | Vương quốc Liên hiệp Anh và Bắc Ireland · Hà Lan | Andy Murray Tallon Griekspoor                                  | 67 9         | 6 4   | 7 65 |  |
| 2 | Vương quốc Liên hiệp Anh và Bắc Ireland · Hà Lan | Dan Evans Robin Haase                                          | 6 3          | 65 7  | 4 6  |  |
| 3 | Vương quốc Liên hiệp Anh và Bắc Ireland · Hà Lan | Jamie Murray / Neal Skupski Wesley Koolhof / Jean-Julien Rojer | 6 4          | 78 66 |      |  |

#### Great Britain vs. Kazakhstan
| · Anh Quốc · 2 | Estadio 3 ngày 21 tháng 11 năm 2019                  | Estadio 3 ngày 21 tháng 11 năm 2019                              | · Kazakhstan · 1 |     |     |  |
| \| \| \| \| 1 \| 2 \| 3 \| \| \| - \| \| ---------------------------------------------------------------- \| --- \| --- \| --- \| \| \| 1 \| \| Kyle Edmund Mikhail Kukushkin \| 6 3 \| 6 3 \| \| \| \| 2 \| \| Dan Evans Alexander Bublik \| 7 5 \| 4 6 \| 1 6 \| \| \| 3 \| \| Jamie Murray / Neal Skupski Alexander Bublik / Mikhail Kukushkin \| 6 1 \| 6 4 \| \| \| |                                                      |                                                                  |                  |     |     |  |
| |                                                      |                                                                  | 1                | 2   | 3   |  |
| 1 | Vương quốc Liên hiệp Anh và Bắc Ireland · Kazakhstan | Kyle Edmund Mikhail Kukushkin                                    | 6 3              | 6 3 |     |  |
| 2 | Vương quốc Liên hiệp Anh và Bắc Ireland · Kazakhstan | Dan Evans Alexander Bublik                                       | 7 5              | 4 6 | 1 6 |  |
| 3 | Vương quốc Liên hiệp Anh và Bắc Ireland · Kazakhstan | Jamie Murray / Neal Skupski Alexander Bublik / Mikhail Kukushkin | 6 1              | 6 4 |     |  |

### Group F
| Pos. | Country | Ties | Matches | Sets | Sets % | Games | Games % |
| ---- | ------- | ---- | ------- | ---- | ------ | ----- | ------- |
| 1    | Canada  | 2–0  | 4–2     | 9–5  | 64%    | 72–78 | 48%     |
| 2    | Hoa Kỳ  | 1–1  | 3–3     | 7–8  | 47%    | 84–77 | 52%     |
| 3    | Ý       | 0–2  | 2–4     | 7–10 | 41%    | 95–96 | 50%     |

#### Italy vs. Canada
| · Ý · 1 | Estadio Arantxa Sánchez Vicario ngày 18 tháng 11 năm 2019 | Estadio Arantxa Sánchez Vicario ngày 18 tháng 11 năm 2019           | · Canada · 2 |      |      |  |
| \| \| \| \| 1 \| 2 \| 3 \| \| \| - \| \| ------------------------------------------------------------------- \| ---- \| ---- \| ---- \| \| \| 1 \| \| Fabio Fognini Vasek Pospisil \| 65 7 \| 5 7 \| \| \| \| 2 \| \| Matteo Berrettini Denis Shapovalov \| 65 7 \| 7 63 \| 65 7 \| \| \| 3 \| \| Matteo Berrettini / Fabio Fognini Vasek Pospisil / Denis Shapovalov \| 6 2 \| 3 6 \| 6 3 \| \| |                                                           |                                                                     |              |      |      |  |
| |                                                           |                                                                     | 1            | 2    | 3    |  |
| 1 | Ý · Canada                                                | Fabio Fognini Vasek Pospisil                                        | 65 7         | 5 7  |      |  |
| 2 | Ý · Canada                                                | Matteo Berrettini Denis Shapovalov                                  | 65 7         | 7 63 | 65 7 |  |
| 3 | Ý · Canada                                                | Matteo Berrettini / Fabio Fognini Vasek Pospisil / Denis Shapovalov | 6 2          | 3 6  | 6 3  |  |

#### United States vs. Canada
| · Hoa Kỳ · 1 | Estadio Arantxa Sánchez Vicario ngày 19 tháng 11 năm 2019 | Estadio Arantxa Sánchez Vicario ngày 19 tháng 11 năm 2019 | · Canada · 2 |      |   |     |
| \| \| \| \| 1 \| 2 \| 3 \| \| \| - \| \| --------------------------------------------------------- \| ---- \| ---- \| - \| --- \| \| 1 \| \| Reilly Opelka Vasek Pospisil \| 65 7 \| 67 9 \| \| \| \| 2 \| \| Taylor Fritz Denis Shapovalov \| 6 78 \| 3 6 \| \| \| \| 3 \| \| Sam Querrey / Jack Sock Vasek Pospisil / Denis Shapovalov \| \| \| \| w/o \| |                                                           |                                                           |              |      |   |     |
| |                                                           |                                                           | 1            | 2    | 3 |     |
| 1 | Hoa Kỳ · Canada                                           | Reilly Opelka Vasek Pospisil                              | 65 7         | 67 9 |   |     |
| 2 | Hoa Kỳ · Canada                                           | Taylor Fritz Denis Shapovalov                             | 6 78         | 3 6  |   |     |
| 3 | Hoa Kỳ · Canada                                           | Sam Querrey / Jack Sock Vasek Pospisil / Denis Shapovalov |              |      |   | w/o |

Note: Querrey/Sock's walkover victory over Pospisil/Shapovalov counted as a 6–0, 6–0 win.

#### United States vs. Italy
| · Hoa Kỳ · 2 | Estadio Arantxa Sánchez Vicario ngày 20 tháng 11 năm 2019 | Estadio Arantxa Sánchez Vicario ngày 20 tháng 11 năm 2019 | · Ý · 1 |      |     |  |
| \| \| \| \| 1 \| 2 \| 3 \| \| \| - \| \| ------------------------------------------------------ \| ---- \| ---- \| --- \| \| \| 1 \| \| Reilly Opelka Fabio Fognini \| 4 6 \| 7 64 \| 3 6 \| \| \| 2 \| \| Taylor Fritz Matteo Berrettini \| 5 7 \| 7 65 \| 6 2 \| \| \| 3 \| \| Sam Querrey / Jack Sock Simone Bolelli / Fabio Fognini \| 64 7 \| 7 62 \| 6 4 \| \| |                                                           |                                                           |         |      |     |  |
| |                                                           |                                                           | 1       | 2    | 3   |  |
| 1 | Hoa Kỳ · Ý                                                | Reilly Opelka Fabio Fognini                               | 4 6     | 7 64 | 3 6 |  |
| 2 | Hoa Kỳ · Ý                                                | Taylor Fritz Matteo Berrettini                            | 5 7     | 7 65 | 6 2 |  |
| 3 | Hoa Kỳ · Ý                                                | Sam Querrey / Jack Sock Simone Bolelli / Fabio Fognini    | 64 7    | 7 62 | 6 4 |  |

## Vòng đấu loại trực tiếp

### Sơ đồ thi đâu
|  |             |             |        |             |   |             |          |             |        |  |           |           |           |
|  | Tứ kết      | Tứ kết      | Tứ kết |             |   | Bán kết     | Bán kết  | Bán kết     |        |  | Chung kết | Chung kết | Chung kết |
|  | Tứ kết      | Tứ kết      | Tứ kết |             |   | Bán kết     | Bán kết  | Bán kết     |        |  | Chung kết | Chung kết | Chung kết |
|  | 22 tháng 11 |             |        |             |   |             |          |             |        |  |           |           |           |
|  |             |             |        |             |   |             |          |             |        |  |           |           |           |
|  | 8           | Serbia      | 1      |             |   |             |          |             |        |  |           |           |           |
|  | 8           | Serbia      | 1      | 23 tháng 11 |   |             |          |             |        |  |           |           |           |
|  | 17          | Nga         | 2      |             |   |             |          |             |        |  |           |           |           |
|  | 17          | Nga         | 2      |             |   | 17          | Nga      | 1           |        |  |           |           |           |
|  | 21 tháng 11 |             |        |             |   | 17          | Nga      | 1           |        |  |           |           |           |
|  |             |             | 13     | Canada      | 2 |             |          |             |        |  |           |           |           |
|  | 9           | Úc          | 13     | Canada      | 2 | 1           |          |             |        |  |           |           |           |
|  | 9           | Úc          |        |             |   | 1           |          | 24 tháng 11 |        |  |           |           |           |
|  | 13          | Canada      | 2      |             |   |             |          |             |        |  |           |           |           |
|  | 13          | Canada      | 2      |             |   |             |          | 13          | Canada |  |           |           |           |
|  | 22 tháng 11 |             |        |             |   |             |          | 13          | Canada |  |           |           |           |
|  |             |             |        |             | 7 | Tây Ban Nha |          |             |        |  |           |           |           |
|  | 5           | Anh Quốc    | 2      |             | 7 | Tây Ban Nha |          |             |        |  |           |           |           |
|  | 5           | Anh Quốc    | 2      | 23 tháng 11 |   |             |          |             |        |  |           |           |           |
|  | 11          | Đức         | 0      |             |   |             |          |             |        |  |           |           |           |
|  | 11          | Đức         | 0      |             |   | 5           | Anh Quốc | 1           |        |  |           |           |           |
|  | 22 tháng 11 |             |        |             |   | 5           | Anh Quốc | 1           |        |  |           |           |           |
|  |             |             | 7      | Tây Ban Nha | 2 |             |          |             |        |  |           |           |           |
|  | 3           | Argentina   | 7      | Tây Ban Nha | 2 | 1           |          |             |        |  |           |           |           |
|  | 3           | Argentina   |        |             |   |             |          |             |        |  |           |           |           |
|  | 7           | Tây Ban Nha | 2      |             |   |             |          |             |        |  |           |           |           |
|  | 7           | Tây Ban Nha | 2      |             |   |             |          |             |        |  |           |           |           |
|  |             |             |        |             |   |             |          |             |        |  |           |           |           |

### Tứ kết

#### Úc vs. Canada
| · Úc · 1 | Estadio Manolo Santana 21 tháng 11 năm 2019 | Estadio Manolo Santana 21 tháng 11 năm 2019                    | · Canada · 2 |     |     |  |
| \| \| \| \| 1 \| 2 \| 3 \| \| \| - \| \| -------------------------------------------------------------- \| ---- \| --- \| --- \| \| \| 1 \| \| John Millman Vasek Pospisil \| 67 9 \| 4 6 \| \| \| \| 2 \| \| Alex de Minaur Denis Shapovalov \| 3 6 \| 6 3 \| 7 5 \| \| \| 3 \| \| John Peers / Jordan Thompson Vasek Pospisil / Denis Shapovalov \| 4 6 \| 4 6 \| \| \| |                                             |                                                                |              |     |     |  |
| |                                             |                                                                | 1            | 2   | 3   |  |
| 1 | Úc · Canada                                 | John Millman Vasek Pospisil                                    | 67 9         | 4 6 |     |  |
| 2 | Úc · Canada                                 | Alex de Minaur Denis Shapovalov                                | 3 6          | 6 3 | 7 5 |  |
| 3 | Úc · Canada                                 | John Peers / Jordan Thompson Vasek Pospisil / Denis Shapovalov | 4 6          | 4 6 |     |  |

#### Serbia vs. Nga
| · Serbia · 1 | Estadio Manolo Santana 22 tháng 11 năm 2019 | Estadio Manolo Santana 22 tháng 11 năm 2019                     | · Nga · 2 |     |        |  |
| \| \| \| \| 1 \| 2 \| 3 \| \| \| - \| \| --------------------------------------------------------------- \| --- \| --- \| ------ \| \| \| 1 \| \| Filip Krajinović Andrey Rublev \| 1 6 \| 2 6 \| \| \| \| 2 \| \| Novak Djokovic Karen Khachanov \| 6 3 \| 6 3 \| \| \| \| 3 \| \| Novak Djokovic / Viktor Troicki Karen Khachanov / Andrey Rublev \| 4 6 \| 6 4 \| 68 710 \| \| |                                             |                                                                 |           |     |        |  |
| |                                             |                                                                 | 1         | 2   | 3      |  |
| 1 | Serbia · Nga                                | Filip Krajinović Andrey Rublev                                  | 1 6       | 2 6 |        |  |
| 2 | Serbia · Nga                                | Novak Djokovic Karen Khachanov                                  | 6 3       | 6 3 |        |  |
| 3 | Serbia · Nga                                | Novak Djokovic / Viktor Troicki Karen Khachanov / Andrey Rublev | 4 6       | 6 4 | 68 710 |  |

#### Anh vs. Đức
| · Anh Quốc · 2 | Estadio Arantxa Sánchez Vicario 22 tháng 11 năm 2019 | Estadio Arantxa Sánchez Vicario 22 tháng 11 năm 2019      | · Đức · 0 |     |      |            |
| \| \| \| \| 1 \| 2 \| 3 \| \| \| - \| \| --------------------------------------------------------- \| ----- \| --- \| ---- \| ---------- \| \| 1 \| \| Kyle Edmund Philipp Kohlschreiber \| 6 3 \| 7 5 \| \| \| \| 2 \| \| Dan Evans Jan-Lennard Struff \| 78 66 \| 3 6 \| 7 62 \| \| \| 3 \| \| Jamie Murray / Neal Skupski Kevin Krawietz / Andreas Mies \| \| \| \| không chơi \| |                                                      |                                                           |           |     |      |            |
| |                                                      |                                                           | 1         | 2   | 3    |            |
| 1 | Vương quốc Liên hiệp Anh và Bắc Ireland · Đức        | Kyle Edmund Philipp Kohlschreiber                         | 6 3       | 7 5 |      |            |
| 2 | Vương quốc Liên hiệp Anh và Bắc Ireland · Đức        | Dan Evans Jan-Lennard Struff                              | 78 66     | 3 6 | 7 62 |            |
| 3 | Vương quốc Liên hiệp Anh và Bắc Ireland · Đức        | Jamie Murray / Neal Skupski Kevin Krawietz / Andreas Mies |           |     |      | không chơi |

#### Argentina vs. Tây Ban Nha
| · Argentina · 1 | Estadio Manolo Santana 22 tháng 11 năm 2019 | Estadio Manolo Santana 22 tháng 11 năm 2019                       | · Tây Ban Nha · 2 |      |     |  |
| \| \| \| \| 1 \| 2 \| 3 \| \| \| - \| \| ----------------------------------------------------------------- \| ---- \| ---- \| --- \| \| \| 1 \| \| Guido Pella Pablo Carreño Busta \| 63 7 \| 7 64 \| 6 1 \| \| \| 2 \| \| Diego Schwartzman Rafael Nadal \| 1 6 \| 2 6 \| \| \| \| 3 \| \| Máximo González / Leonardo Mayer Marcel Granollers / Rafael Nadal \| 4 6 \| 6 4 \| 3 6 \| \| |                                             |                                                                   |                   |      |     |  |
| |                                             |                                                                   | 1                 | 2    | 3   |  |
| 1 | Argentina · Tây Ban Nha                     | Guido Pella Pablo Carreño Busta                                   | 63 7              | 7 64 | 6 1 |  |
| 2 | Argentina · Tây Ban Nha                     | Diego Schwartzman Rafael Nadal                                    | 1 6               | 2 6  |     |  |
| 3 | Argentina · Tây Ban Nha                     | Máximo González / Leonardo Mayer Marcel Granollers / Rafael Nadal | 4 6               | 6 4  | 3 6 |  |

### Bán kết

#### Nga vs. Canada
| · Nga · 1 | Estadio Manolo Santana 23 tháng 11 năm 2019 | Estadio Manolo Santana 23 tháng 11 năm 2019                       | · Canada · 2 |     |      |  |
| \| \| \| \| 1 \| 2 \| 3 \| \| \| - \| \| ----------------------------------------------------------------- \| --- \| --- \| ---- \| \| \| 1 \| \| Andrey Rublev Vasek Pospisil \| 6 4 \| 6 4 \| \| \| \| 2 \| \| Karen Khachanov Denis Shapovalov \| 4 6 \| 6 4 \| 4 6 \| \| \| 3 \| \| Karen Khachanov / Andrey Rublev Vasek Pospisil / Denis Shapovalov \| 3 6 \| 6 3 \| 65 7 \| \| |                                             |                                                                   |              |     |      |  |
| |                                             |                                                                   | 1            | 2   | 3    |  |
| 1 | Nga · Canada                                | Andrey Rublev Vasek Pospisil                                      | 6 4          | 6 4 |      |  |
| 2 | Nga · Canada                                | Karen Khachanov Denis Shapovalov                                  | 4 6          | 6 4 | 4 6  |  |
| 3 | Nga · Canada                                | Karen Khachanov / Andrey Rublev Vasek Pospisil / Denis Shapovalov | 3 6          | 6 3 | 65 7 |  |

#### Anh vs. Tây Ban Nha
| · Anh Quốc · 1 | Estadio Manolo Santana 23 tháng 11 năm 2019           | Estadio Manolo Santana 23 tháng 11 năm 2019                | · Tây Ban Nha · 2 |        |   |  |
| \| \| \| \| 1 \| 2 \| 3 \| \| \| - \| \| ---------------------------------------------------------- \| ---- \| ------ \| - \| \| \| 1 \| \| Kyle Edmund Feliciano López \| 6 3 \| 7 63 \| \| \| \| 2 \| \| Dan Evans Rafael Nadal \| 4 6 \| 0 6 \| \| \| \| 3 \| \| Jamie Murray / Neal Skupski Feliciano López / Rafael Nadal \| 63 7 \| 68 710 \| \| \| |                                                       |                                                            |                   |        |   |  |
| |                                                       |                                                            | 1                 | 2      | 3 |  |
| 1 | Vương quốc Liên hiệp Anh và Bắc Ireland · Tây Ban Nha | Kyle Edmund Feliciano López                                | 6 3               | 7 63   |   |  |
| 2 | Vương quốc Liên hiệp Anh và Bắc Ireland · Tây Ban Nha | Dan Evans Rafael Nadal                                     | 4 6               | 0 6    |   |  |
| 3 | Vương quốc Liên hiệp Anh và Bắc Ireland · Tây Ban Nha | Jamie Murray / Neal Skupski Feliciano López / Rafael Nadal | 63 7              | 68 710 |   |  |

### Chung kết

#### Canada vs. Tây Ban Nha
| · Canada · | Estadio Manolo Santana 24 tháng 11 năm 2019 | Estadio Manolo Santana 24 tháng 11 năm 2019 | · Tây Ban Nha · |   |   |  |
| \| \| \| \| 1 \| 2 \| 3 \| \| \| - \| \| \| - \| - \| - \| \| \| 1 \| \| \| \| \| \| \| \| 2 \| \| \| \| \| \| \| \| 3 \| \| \| \| \| \| \| |                                             |                                             |                 |   |   |  |
| |                                             |                                             | 1               | 2 | 3 |  |
| 1 | Canada · Tây Ban Nha                        |                                             |                 |   |   |  |
| 2 | Canada · Tây Ban Nha                        |                                             |                 |   |   |  |
| 3 | Canada · Tây Ban Nha                        |                                             |                 |   |   |  |